# Urucup 2015
La Urucup 2015 fue un torneo amistoso de rugby entre selecciones de Sudamérica de varias categorías que organizó en marzo la Unión de Rugby del Uruguay y contó con el apoyo de la World Rugby y el patrocinio del Ministerio de Turismo de Uruguay. El campeón fue Argentina XV quien levantó la Copa Uruguay Natural.
La competencia que fue preparatoria para otros torneos oficiales que debió afrontar cada participante en el 2015 se anunció oficialmente el 29 de enero con la visita de la ministra Liliam Kechichián al Centro Charrúa.

## Equipos participantes
Son 6 los equipos que se hicieron presentes en el Urucup, Uruguay y Argentina presentaron sus selecciones juveniles M20 y sus selecciones secundarias, Chile con su selección absoluta y el combinado de la CONSUR: Sudamérica XV.
- Selección juvenil de rugby de Uruguay (Teritos M20)
- Selección juvenil de rugby de Argentina (Pumitas M20)
- Charrúas XV
- Argentina XV
- Selección de rugby de Chile (Los Cóndores)
- Sudamérica XV

## Posiciones[3]
| Pos. | Equipo        | Encuentros | Encuentros | Encuentros | Encuentros | Tantos  | Tantos    | Tantos     | Puntos Bonus | Puntos Totales |
| Pos. | Equipo        | jugados    | ganados    | empatados  | perdidos   | a favor | en contra | diferencia | Puntos Bonus | Puntos Totales |
| ---- | ------------- | ---------- | ---------- | ---------- | ---------- | ------- | --------- | ---------- | ------------ | -------------- |
| 1    | Argentina XV  | 3          | 3          | 0          | 0          | 174     | 41        | + 133      | 3            | 15             |
| 2    | Pumitas M20   | 3          | 3          | 0          | 0          | 132     | 61        | + 71       | 3            | 15             |
| 3    | Sudamérica XV | 3          | 2          | 0          | 1          | 84      | 63        | + 21       | 1            | 9              |
| 4    | Charrúas XV   | 3          | 1          | 0          | 2          | 78      | 64        | + 14       | 2            | 6              |
| 5    | Teritos M20   | 3          | 0          | 0          | 3          | 68      | 164       | - 96       | 0            | 0              |
| 6    | Chile         | 3          | 0          | 0          | 3          | 17      | 160       | - 143      | 0            | 0              |

Nota: Se otorgan 4 puntos al equipo que gane un partido y 2 al que empate
Puntos Bonus: 1 punto por convertir 4 tries o más en un partido y 1 al equipo que pierda por no más de 7 tantos de diferencia

## Resultados

### Primera fecha[4]
| 8 de marzo 13:00 | Pumitas M20 | 49 - 29 | Teritos M20 | Estadio Charrúa, Montevideo, Uruguay |                                |
|                  |             | Reporte |             | Árbitro(s): Francisco González       | Árbitro(s): Francisco González |

| 8 de marzo 15:00 | Argentina XV | 64 - 0  | Chile | Estadio Charrúa, Montevideo, Uruguay |                               |
|                  |              | Reporte |       | Árbitro(s): Alejandro Longres        | Árbitro(s): Alejandro Longres |

| 8 de marzo 17:00 | Charrúas XV | 18 - 21 | Sudamérica XV | Estadio Charrúa, Montevideo, Uruguay |                           |
|                  |             | Reporte |               | Árbitro(s): Matías Fresia            | Árbitro(s): Matías Fresia |

### Segunda fecha[5]
| 11 de marzo 13:00 | Argentina XV | 72 - 23 | Teritos M20 | Estadio Charrúa, Montevideo, Uruguay |  |
|                   |              | Reporte |             |                                      |  |

| 11 de marzo 15:00 | Pumitas M20 | 29 - 20 | Sudamérica XV | Estadio Charrúa, Montevideo, Uruguay |  |
|                   |             | Reporte |               |                                      |  |

| 11 de marzo 17:00 | Charrúas XV | 42 - 5  | Chile | Estadio Charrúa, Montevideo, Uruguay |                                |
|                   |             | Reporte |       | Árbitro(s): Santiago Altobelli       | Árbitro(s): Santiago Altobelli |

### Tercera fecha[6]
| 14 de marzo 13:00 | Pumitas M20 | 54 - 12 | Chile | Estadio Charrúa, Montevideo, Uruguay |                                |
|                   |             | Reporte |       | Árbitro(s): Claudio Cattivelli       | Árbitro(s): Claudio Cattivelli |

| 14 de marzo 15:00 | Teritos M20 | 16 - 43 | Sudamérica XV | Estadio Charrúa, Montevideo, Uruguay |                               |
|                   |             | Reporte |               | Árbitro(s): Ricardo Sant’Anna        | Árbitro(s): Ricardo Sant’Anna |

| 14 de marzo 17:00 | Charrúas XV | 18 - 38 | Argentina XV | Estadio Charrúa, Montevideo, Uruguay |                            |
|                   |             | Reporte |              | Árbitro(s): Joaquín Montes           | Árbitro(s): Joaquín Montes |

| Bandera de Argentina |
| Campeón Argentina XV |
| Primer título        |